# Perdita vanduzeei
Perdita vanduzeei är en biart som beskrevs av Cockerell 1923. Perdita vanduzeei ingår i släktet Perdita och familjen grävbin. Inga underarter finns listade i Catalogue of Life.